# Влаховићи (Љубиње)
Влаховићи су насељено мјесто у општини Љубиње, Република Српска, БиХ. Према попису становништва из 2013, у насељу је живјело свега 58 становника.

## Црква Светог великомученика Лазара
Црква Светог великомученика Лазара је по постанку стара; по народном предању саграђена је у периоду послије косовске битке. Историјски извори потврђују да је ктитор цркве, кнез Влаћ Бијелић, живио у 15. вијеку. Његов син, војвода Вукосав Влаћевић, послије очеве смрти је проширио цркву. По народном казивању, послије рањавања у борби, војвода Вукосав је на самрти заклео своје другове да га донесу у родни крај и сахране га у очевој Цркви. Подаци о ктиторима налазе се уклесани на њиховим надгробним споменицима који се налазе у поду цркве. Надгробна плоча кнеза Влаћа лежи близу часне трпезе у знак поштовања према ктитору ове цркве, а плоча његовог сина војводе Вукосава лежи у дограђеном дијелу цркве.
У својој прошлости црква је неколико пута рушена и обнављана, док није добила данашњи облик. Црква је озидана клесаним каменом и врло је висока и прекривена каменим плочама. У поду цркве налазе се двије велике надгробне плоче (стећка), једна испред олтара, а друга на улазу у цркву са натписом црквенословенској ћирилици.

Плоча испред олтара има дужину 190 cm и ширину 128 cm. Њен натпис говори да је ту сахрањен њен ктитор — 
 †  Асе лежи кнезь Влаћь Биелићь у свои црькви у Светомь Лазару. Чловече тако да ниеси проклеть нетикаи у ме.

Плоча поред улаза у цркву има дужину 214 cm и ширину 190 cm. Њен натпис гласи — 
 †  Асе лежи Вукосавь воевода Влаћевићь смомь друговахь дружиномь и загибох на размирној краине ко (са) мога господина и донесоше ме дружина на своју племениту баштину и да е проклеть тко ће ме такнути.

У близини цркве налази се некропола стећака и активно православно гробље. Више читавих стећака са некрополе је у бурној прошлости искоришћено за израду високог зида црквене порте. Испред цркве се налази још један средњовјековни надгробни споменик (стећак), на ком се налази лошије очуван натпис који гласи — 
 † Асе лежи Вукац Вуч[и]хнићь [на племенитој] види се зламение чтио[че помени]те а вась Б[о]гь благосло[вио сиече и пише ковачь] Прибисавь.
Одлуком из 2009. године Црква Светог великомученика Лазара у Влаховићима са некрополом стећака је проглашена националним спомеником.

## Становништво
| Националност       | 1991. | 1981. | 1971. | 1961. |
| Срби               | 130   | 201   | 346   |       |
| Муслимани          | 39    | 65    | 108   |       |
| Хрвати             |       | 1     |       |       |
| Црногорци          |       |       | 2     |       |
| остали и непознато |       |       | 3     |       |
| Укупно             | 169   | 267   | 459   | '     |

| Демографија | Демографија | Демографија |
| Година      | Становника  | Становника  |
| ----------- | ----------- | ----------- |
| 1948.       | 612         |             |
| 1953.       | 598         |             |
| 1961.       | 549         |             |
| 1971.       | 459         |             |
| 1981.       | 267         |             |
| 1991.       | 169         |             |
| 2013.       | 58          |             |

### Напомена
1. ↑  За садашњи статус Муслимана види чланак Муслимани.

## Знамените личности
- Гојко Ђого, српски књижевник
- Новица Домазет, народни херој Југославије
- Здравко Чолић, српски пјевач.